# ويليام كالدويل كولمان
ويليام كالدويل كولمان (بالإنجليزية: William Caldwell Coleman)‏ هو قاضي ومحامي أمريكي، ولد في 17 أكتوبر 1884، وتوفي في 12 يناير 1968.